# Heliconia nutans
Heliconia nutans là một loài thực vật có hoa trong họ Heliconiaceae. Loài này được Woodson mô tả khoa học đầu tiên năm 1939.